# تپه شیخ بابا علی
تپه شیخ بابا علی مربوط به دوره ساسانیان - دوران‌های تاریخی پس از اسلام است و در شهرستان فیروزآباد، بخش مرکزی، روستای رودبال واقع شده و این اثر در تاریخ ۲ آبان ۱۳۸۲ با شمارهٔ ثبت ۱۰۵۲۴ به‌عنوان یکی از آثار ملی ایران به ثبت رسیده است.